# Gäddtjärnarna (Ytterhogdals socken, Hälsingland, 690139-147568)
Gäddtjärnarna är en sjö i Härjedalens kommun i Hälsingland och ingår i Ljungans huvudavrinningsområde.